# Câmpu Părului, Olt
Câmpu Părului este un sat în comuna Obârșia din județul Olt, Oltenia, România.

## Istoric
O mare parte din localnici spun că satul a apărut ca urmare a împroprietăririi militarilor ce s-au întors din Primul Război Mondial. Această teorie poate fi, însă, contestată, deoarece, în anul 1910, se începuse construcția Bisericii Parohiale din acest sat. Aceasta a fost sfințită de părintele Sofronie, Episcopul Râmnicului Noului Severin, în anul 1916, înainte ca Primul Război Mondial ajungă și în zona Câmpu Părului și înainte ca să fie terminată.Așadar, înainte ca România să intre în război, satul Câmpu Părului exista deja.
Analele istoriei și documentele aflate la Primăria comunei Obârșia, arată faptul că satul Câmpu Părului s-a înființat în jurul anului 1885. Acesta s-a născut prin mutarea în zonă a celor care, în urma primirii pământului (prin Reforma Agrară de la 1864), s-au stabilit aici, pentru a fi cât mai aproape de el. Așa a luat ființă satul Câmpu Părului.
La început, oamenii stăteau în bordeie săpate în pământ și acoperite cu paie. În perioada interbelică, satul a cunoscut o ușoară înflorire a civilizației, unii dintre săteni construindu-și case din paiantă (se înfigeau în pământ două rânduri de țăruși din lemn, între care se băga lut amestecat cu paie). Abia după cel de-al Doilea Război Mondial, satul Câmpu Părului se dezvoltă cu adevărat, aproape toți locuitorii făcându-și case din cărămidă. În jurul anului 1965, satul a fost electrificat parțial. Electrificarea completă a avut loc cu puțin înainte de sfârșitul lui 1989.
Astăzi, conform ultimului recensământ, satul Câmpu Părului, numără aproximativ 370 de locuitori, ce trăiesc în aproximativ 200 de case. Principala ocupație este agricultura, la fel ca la începutul istoriei acestui sat.